# LeRoi Moore
LeRoi Holloway Moore (Durham, North Carolina, 7 september 1961 - Los Angeles, 19 augustus 2008) was een Amerikaans saxofonist en een van de oorspronkelijke leden van de Dave Matthews Band. Moore is verantwoordelijk voor de muziek bij een groot aantal van de door frontman Dave Matthews geschreven nummers. Ook werkte hij mee aan de tekst van een aantal nummers van de band, waaronder Too much en Stay.
Moore speelde naast saxofoon ook basklarinet, basgitaar en fluit (waaronder houten tin-whistle). Hij was al verschillende jaren actief binnen de jazzscene in Charlottesville, Virginia, voordat hij Dave Matthews leerde kennen en (vanaf 1991) opnames met hem maakte. Hij speelde al in de jaren 80 met bekende jazzartiesten waaronder John D'earth en was betrokken bij de oprichting van het Charlottesville Swing Orchestra (in 1982), en het John D'earth Quintet.

## Ongeluk en overlijden
Op 30 juni 2008 raakte Moore gewond bij een ongeluk op zijn boerderij in de buurt van Charlottesville, Virginia. Hij liep daarbij verschillende ribbreuken en een longperforatie op en verbleef enkele dagen in het ziekenhuis. Jeff Coffin, saxofonist van Béla Fleck and the Flecktones verving Moore tijdens de daaropvolgende concerten van de Dave Matthews Band. Medio juli 2008 werd Moore echter opnieuw in het ziekenhuis opgenomen in verband met complicaties. Op 19 augustus werd op de officiële website van de band bekendgemaakt dat LeRoi Moore diezelfde middag aan de complicaties van het ongeluk was overleden.
De titel van het zevende studioalbum van de Dave Matthews Band, genaamd Big Whiskey and the GrooGrux King, is een eerbetoon aan Moore, die door de bandleden ook wel de “GrooGrux king” genoemd werd.